# Leopoldo Heitor
Leopoldo Heitor de Andrade Mendes (Carangola, 20 de agosto de 1922 - Rio de Janeiro, 22 de fevereiro de 2001) foi um advogado brasileiro, tornou-se famoso em razão de dois crimes não esclarecidos e polêmicos: o Crime do Sacopã e o desaparecimento de Dana de Teffé. Leopoldo Heitor era especialista em Direito Penal, visto como ambicioso por fama e fortuna, mas muito querido pelos funcionários de seu escritório, situado junto ao Fórum do Rio de Janeiro.

## O Escritório
Fundado há cerca de 50 anos, por Leopoldo Heitor de Andrade Mendes, o Escritório de Advocacia Leopoldo Heitor mudou sua razão social em 2003 para Escritório de Advocacia Luiz Mendes & Associados, em razão do falecimento de seu fundador, ocorrido em fevereiro de 2001.

## Crimes e fama
No dia 6 de abril de 1952 um jovem foi assassinado na Ladeira do Sacopã, no Rio de Janeiro, então capital do país. Logo se estabeleceu uma suspeita de triângulo amoroso envolvendo o oficial da FAB Alberto Bandeira, que apresentara um álibi. Com a notoriedade do crime, Leopoldo Heitor apresentou à imprensa um cliente seu que declarou ser amigo da vítima, que teria lhe dado uma carona e dito que iria se encontrar com Bandeira.
Com este testemunho o militar foi condenado a quinze anos de prisão. Entretanto, em 1972, após Bandeira travar uma batalha para tentar provar sua inocência, o processo contra ele prescreveu. Outro autor foi levantado, em 1959, pelo então deputado Tenório Cavalcanti, como responsável pelo crime, demonstrando a importância que o caso teve no país.
O advogado, entretanto, voltara às manchetes dois anos antes (1957), tendo sido acusado de peculato. Fugiu, com a esposa, para a Argentina, onde ficou até a revogação da sentença, em 1960.
No dia 29 de junho de 1961, Leopoldo Heitor foi a última pessoa a ser vista com sua cliente a socialite Dana de Teffé. Ele seria acusado de assassinar Dana, pelo motivo de usufruir seus bens. Em seu depoimento para a polícia mudou de versão 3 vezes sobre o caso, o que leva a ser considerado o assassino de Dana de Teffé e o culpado por especialistas que estudaram o crime.
Leopoldo Heitor foi julgado quatro vezes. Passou nove anos na prisão, até ser absolvido por júri popular. O corpo de Dana de Teffé nunca foi encontrado. Leopoldo Heitor escreveu dois  livros, sendo um: "A Cruz do Advogado do Diabo".
Em 31 de maio de 1977 o filho de Leopoldo Heitor, Leopoldo Heitor de Andrade Mendes Filho, o Heitorzinho, foi morto a facadas por uma menina a quem havia tentado estuprar. Leopoldo Heitor buscou durante anos a condenação da moça, que foi absolvida por agir em legítima defesa da honra.